# Zhan Beleniuk
Zhan Vensanovych Beleniuk (en ucraniano: Жан Венсанович Беленюк; Kiev, 24 de enero de 1991) es un político y deportista ucraniano, de padre ruandés, que compitió en lucha grecorromana; campeón olímpico en Tokio 2020 y dos veces campeón mundial.

## Trayectoria
Participó en tres Juegos Olímpicos de Verano, obteniendo tres medallas, plata en Río de Janeiro 2016 (categoría de 85 kg), oro en Tokio 2020 y bronce en París 2024 (categoría de 87 kg). En los Juegos Europeos obtuvo dos medallas, oro en Minsk 2019 y plata en Bakú 2015.
Ganó cinco medallas en el Campeonato Mundial de Lucha entre los años 2014 y 2023, y seis medallas en el Campeonato Europeo de Lucha entre los años 2012 y 2024.
Fue nombrado Honrado Maestro de Deportes de Ucrania. Por su victoria olímpica en 2021, recibió la Orden al Mérito de primer grado.
Es teniente de las Fuerzas Armadas de Ucrania. Cursó estudios superiores en la Universidad Nacional de Educación Física y Deportes de Ucrania (máster en Psicología del Deporte). En las elecciones parlamentarias de julio de 2019 fue elegido diputado de la Rada Suprema por el partido Servidor del Pueblo para el Comité de Juventud y Deportes.

## Palmarés internacional
| Juegos Olímpicos   | Juegos Olímpicos           | Juegos Olímpicos  | Juegos Olímpicos |
| Año                | Lugar                      | Medalla           | Categoría        |
| ------------------ | -------------------------- | ----------------- | ---------------- |
| 2016               | Río de Janeiro (Brasil)    | Medalla de plata  | 85 kg            |
| 2020               | Tokio (Japón)              | Medalla de oro    | 87 kg            |
| 2024               | París (Francia)            | Medalla de bronce | 87 kg            |
| Campeonato Mundial |                            |                   |                  |
| Año                | Lugar                      | Medalla           | Categoría        |
| 2014               | Taskent (Uzbekistán)       | Medalla de bronce | 85 kg            |
| 2015               | Las Vegas (Estados Unidos) | Medalla de oro    | 85 kg            |
| 2018               | Budapest (Hungría)         | Medalla de plata  | 87 kg            |
| 2019               | Nursultán (Kazajistán)     | Medalla de oro    | 87 kg            |
| 2023               | Belgrado (Serbia)          | Medalla de bronce | 87 kg            |
| Juegos Europeos    |                            |                   |                  |
| Año                | Lugar                      | Medalla           | Categoría        |
| 2015               | Bakú (Azerbaiyán)          | Medalla de plata  | 85 kg            |
| 2019               | Minsk (Bielorrusia)        | Medalla de oro    | 87 kg            |
| Campeonato Europeo |                            |                   |                  |
| Año                | Lugar                      | Medalla           | Categoría        |
| 2012               | Belgrado (Serbia)          | Medalla de bronce | 84 kg            |
| 2014               | Vantaa (Finlandia)         | Medalla de oro    | 85 kg            |
| 2016               | Riga (Letonia)             | Medalla de oro    | 85 kg            |
| 2019               | Bucarest (Rumania)         | Medalla de oro    | 87 kg            |
| 2021               | Varsovia (Polonia)         | Medalla de bronce | 87 kg            |
| 2024               | Bucarest (Rumania)         | Medalla de bronce | 87 kg            |